# Sinirlar Arasinda
Sinirlar Arasinda (Nederlands: Tussen de Grenzen) is een reeks tv-documentaires van Banu Avar die elke week te zien is op de Turkse zender TRT 1. Deze documentaires trokken veel aandacht van mensen binnen en buiten Turkije, waaronder uit Israël.
Avar heeft als onderwerp vaak de jonge Turkse republieken in Midden-Azië en ook derdewereldlanden. In haar programma interviewde zij in het verleden onder meer Geert Wilders, Vasile Tarlev, Koermanbek Bakijev, Rauf Denktaş, Mintimer Sjajmiejev en Boris Tadić.
In haar programma Sınırlar Arasında bracht zij thema's met een anti-imperialistische inslag, waardoor zij veel kritiek te verduren kreeg. De afleveringen over de Israëlische muur als scheiding met de Palestijnse gebieden kreeg veel kritiek vanuit Israëlische hoek.